# Aleck Wickham
Aleck Wickham (ur. 1 września 1978) – piłkarz z Wysp Salomona grający na pozycji obrońcy.

## Kariera klubowa
Obecnie Wickham jest zawodnikiem klubu Western United.

## Kariera reprezentacyjna
W reprezentacji Wysp Salomona Wickham zadebiutował w 2011 roku. W 2012 uczestniczył w Pucharze Narodów Oceanii 2012, który był jednocześnie częścią eliminacji Mistrzostw Świata 2014.